# Mindelheimer Klettersteig
Der Mindelheimer Klettersteig führt über die drei Schafalpenköpfe (höchster Punkt 2320 m) in den Allgäuer Alpen. Es handelt sich um einen mittelschweren Klettersteig der Kategorie C.
Ausgangspunkt ist entweder die Mindelheimer Hütte auf 2013 m oder die Fiderepasshütte in 2067 m. Im Allgemeinen wird empfohlen den Steig von der Fiderepasshütte aus zu begehen, da in dieser Richtung die meisten Begeher unterwegs sind. Eine Begehung in Gegenrichtung kann unangenehm viel Gegenverkehr zur Folge haben.
Der 1975 erbaute Klettersteig wurde 2007 renoviert und ist sehr gut gesichert. Er bietet neben anspruchsvollen Stellen auch viel, allerdings ungesichertes Gehgelände. Die Schwierigkeit des Klettersteigs liegt bei C, 2.
Eine senkrechte 15-m-Wand sowie eine Brücke über eine Felsspalte in Sichtweite der Fiderepasshütte sind die Höhepunkte dieser aussichtsreichen Tour. Für eine Begehung sind Schwindelfreiheit, Trittsicherheit, stabiles Wetter und gute Kondition nötig. Außerdem ist das auf Klettersteigen nötige Klettersteigset sowie ein Helm erforderlich. Die benötigte Zeit für eine Begehung beträgt etwa drei bis fünf Stunden.

## Hütten
Ohne Hüttenübernachtung liegt die Gehzeit bei 9 Std. und 1650 hm, weshalb es sich empfiehlt, auf der Fiderepasshütte oder der Mindelheimer Hütte zu übernachten.

## Zustieg
- von Mittelberg 1215 m, 3 Std.
- von der Fellhornbahn Bergstation oder Kanzelwandbahn Bergstation (kombinierbar mit dem 2-Länder Sportklettersteig (C/D)[3] und dem Walsersteig (B/C)[4]

## Tödliche Unfälle
Am Mindelheimer Klettersteig haben sich schon einige tödliche Unfälle ereignet:
- zwei Unfälle im Juli 2006[5]
- 8. August 2016[6]
- 4. Juni 2022[7]
- 29. August 2022[8][9]

## Bilder

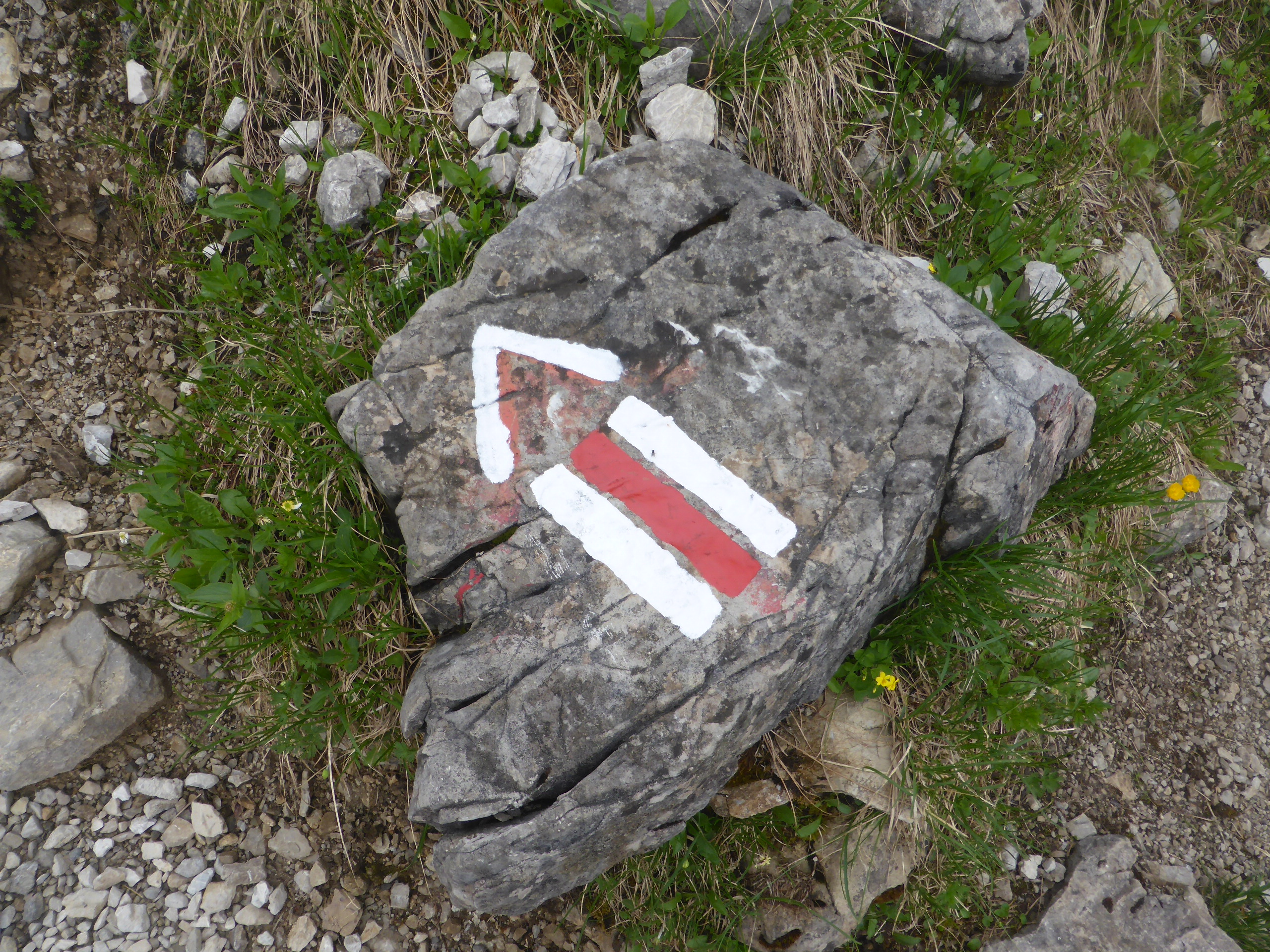
Wegmarkierung am Mindelheimer Klettersteig
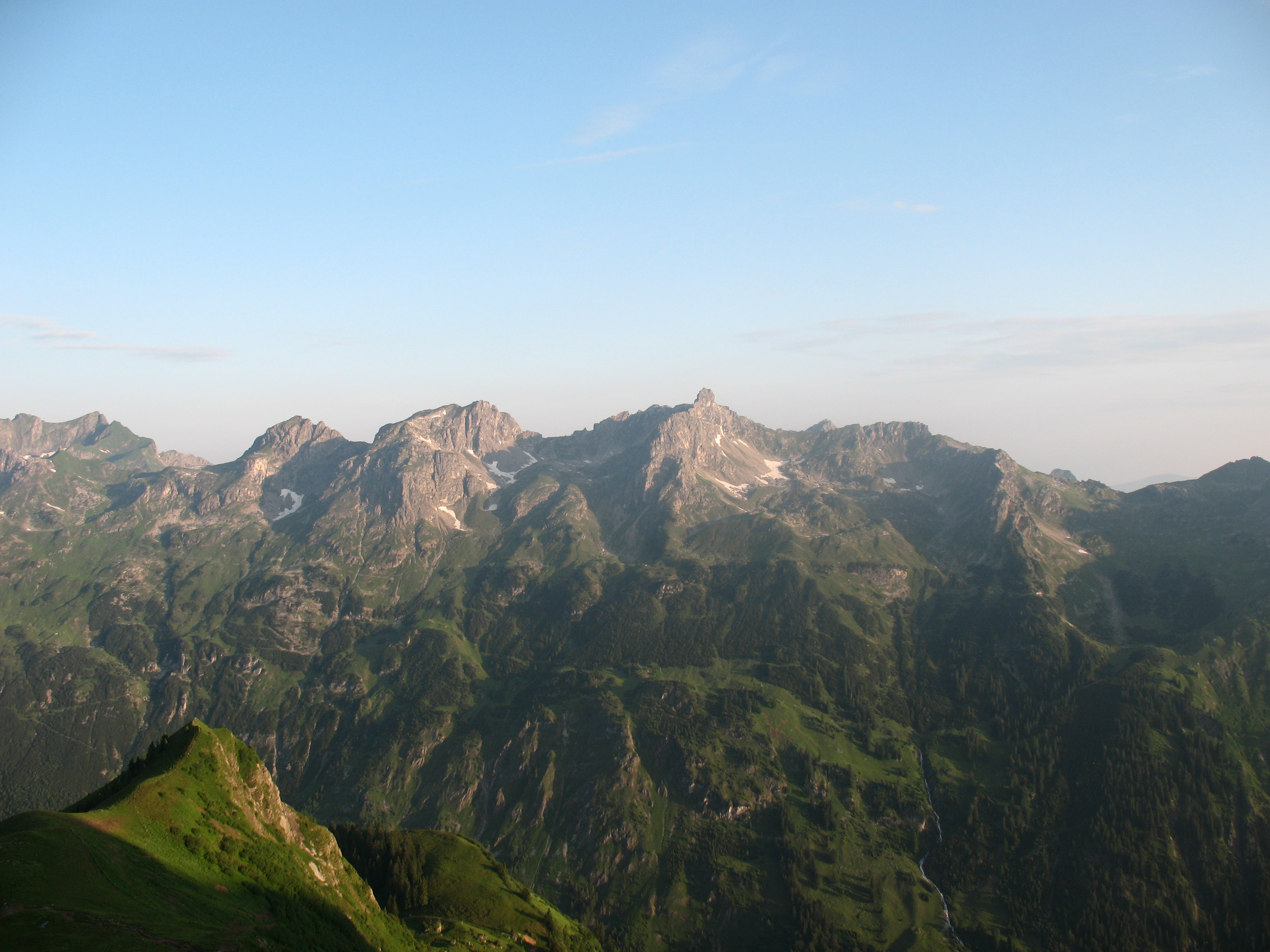
Blick von der Rappenseehütte zu den Schafalpenköpfen
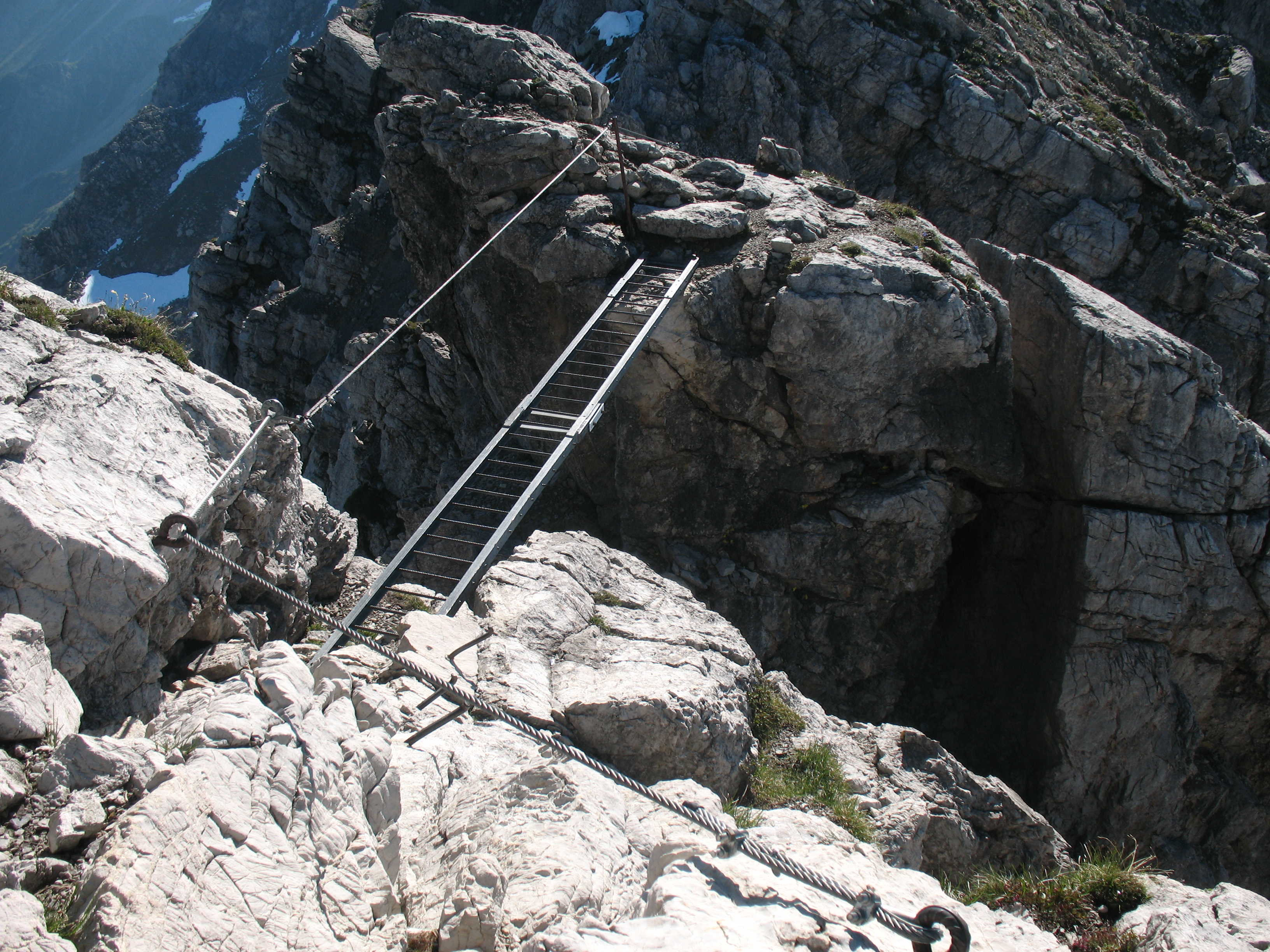
Leiterbrücke im Gipfelbereich des Dritten Schafalpenkopfs
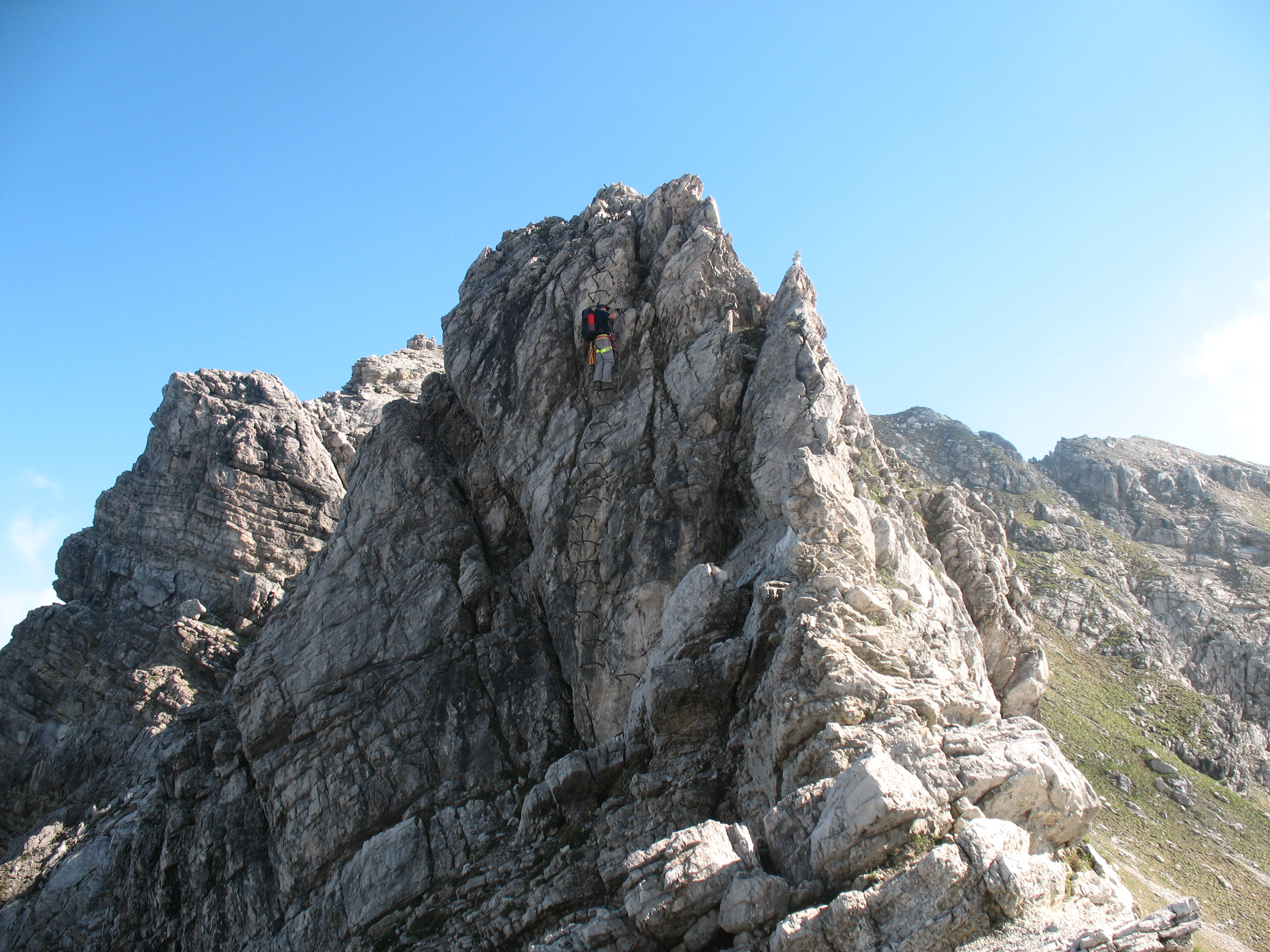
Felskopf mit Eisenklammern beim Übergang vom Dritten zum Zweiten Schafalpenkopf
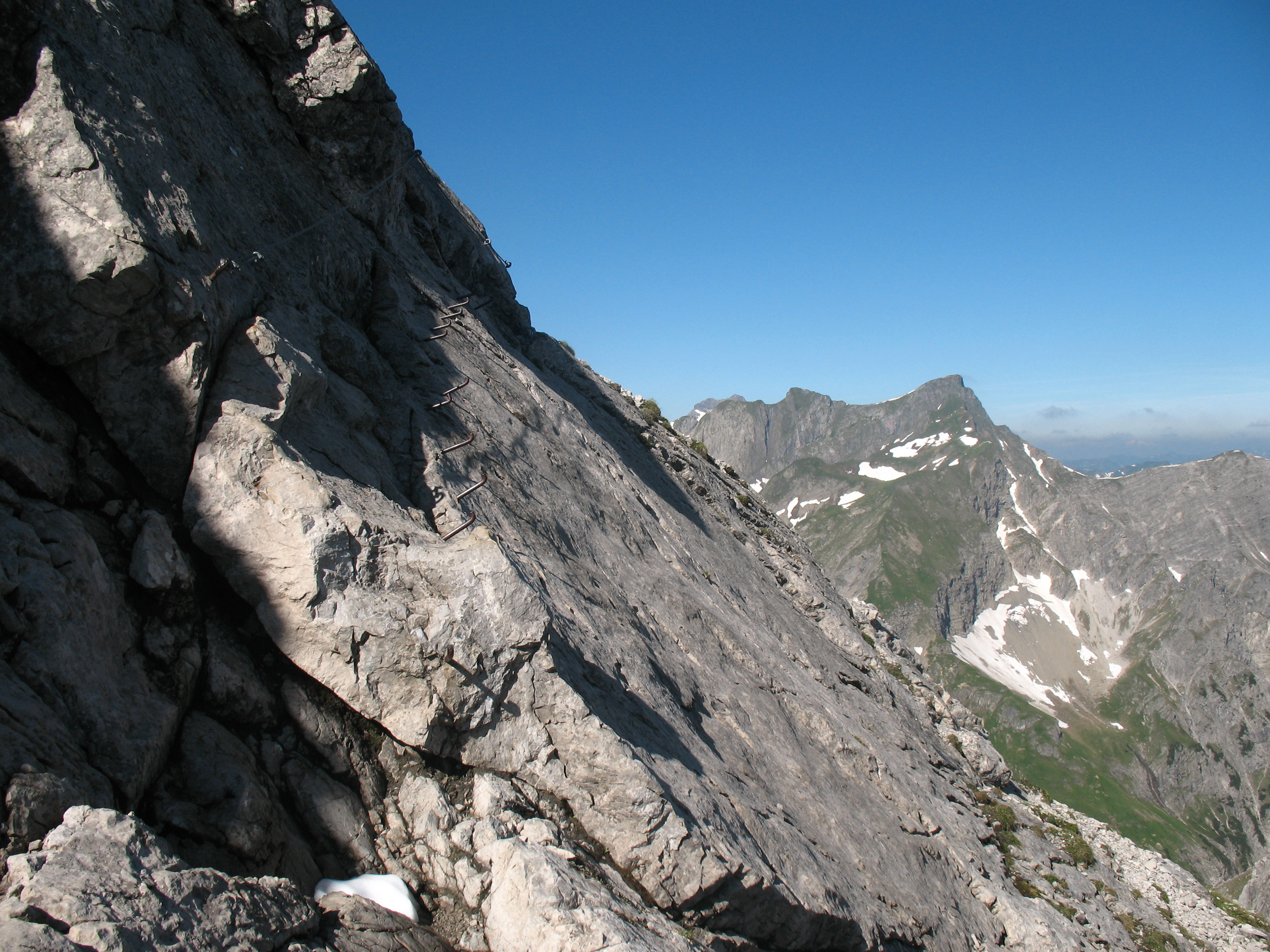
Mit Eisenstiften gesicherte Passage am Zweiten Schafalpenkopf

## Karten
- Alpenvereinskarte BY 2 Kleinwalsertal – Hoher Ifen, Widderstein (1:25.000)